# Grey Brasil
A Grey Brasil é uma agência de publicidade.

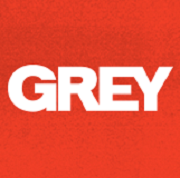

## Estrutura
A Grey está presente em 154 cidades de 96 países. No Brasil, integra o Grupo Newcomm.

## Principais Executivos
Marcia Esteves: CEO & Presidente.
Marcia Esteves ingressou na Grey Brasil em 2014 como Chief Digital Officer.
Em 2015, assumiu a co-presidência com Rodrigo Jatene que, em 2018, deixou a filial brasileira para assumir a criação de uma nova unidade da Grey na Califórnia, a Grey West.
A partir de então, Marcia assume sozinha a liderança e operação da agência. Sob sua liderança, o escritório do Brasil tornou-se uma potência criativa, cultural e financeira, com crescimento de receita de mais de 15% no ano passado, além da conquista inédita Grand Prix em Cannes, além de outros 14 leões em 2018, e a indicação, também de forma inédita, ao Prêmio Caboré 2018 como “Agência de Comunicação do Ano”.
Nomeada “Women to Watch” (segundo o Meio&Mensagem e AdAge), título que homenageia anualmente mulheres bem sucedidas profissionalmente, e que certamente ainda tem um futuro com muitas realizações por acontecer, e “Personalidade do Ano” (segundo o Adnews) em 2018.

Adriano Matos: CCO
Elise Passamani: VP de Operações
Maria Pirajá: VP de Negócios
Raquel Messias: VP de Estratégia
Fábio Tachibana: VP de Mídia